# Johan Audel
Johan Audel (* 12. Dezember 1983 in Nizza) ist ein französischer ehemaliger Fußballspieler. Er stand zuletzt beim israelischen Erstligisten Beitar Jerusalem unter Vertrag und spielte für die Nationalmannschaft von Martinique.

## Karriere

### Verein
Audel, dessen Eltern aus dem französischen Überseedépartement Martinique stammen, wurde im südfranzösischen Nizza geboren. Er hatte das Fußballspielen beim Amateurklub Trinité SFC erlernt, bevor er 1994 als Zehnjähriger in der Jugendakademie des OGC Nizza aufgenommen wurde. Nach seiner fußballerischen Ausbildung beim OGC Nizza spielte der Linksfüßer ab dem Jahr 2000 für die zweite Mannschaft des Vereins. Ab der Saison 2001/02 stand er im Profikader, kam dort jedoch nicht zum Einsatz und wechselte im Sommer 2004 mit 20 Jahren zum OSC Lille. Im ersten Jahr wurde OSC Lille unter Trainer Claude Puel französischer Vizemeister. Im UEFA-Pokal kam der OSC bis ins Achtelfinale, in dem man gegen den AJ Auxerre ausschied. In der Liga kam Audel, der auf der Außenbahn oder im Sturm zum Einsatz kommen kann, in seiner ersten Ligue-1-Saison auf 15 Spiele und schoss zwei Tore. Dabei wurde er nur einmal über volle 90 Minuten eingesetzt. International wurde Audel einmal beim 0:1 im Spiel bei Alemannia Aachen eine Viertelstunde vor Schluss eingewechselt.
Stammspieler wurde Audel erstmals, als er zur Saison 2005/06 an den in der zweiten französischen Liga spielenden FC Lorient ausgeliehen wurde. An der Seite von André-Pierre Gignac und Karim Ziani trug er mit acht Toren in 30 Ligaeinsätzen zum Erreichen des dritten Platzes und dem damit verbundenen Aufstieg in die erste Liga bei. Nach seiner Rückkehr zum OSC Lille saß er erneut die meiste Zeit auf der Ersatzbank. 2006/07 brachte er es auf vier Einsätze und ein Tor in der Meisterschaft und ein Spiel in der Qualifikation zur Champions League, in dem er das 1:0-Siegtor im Spiel bei Rabotnički Skopje erzielte. Nachdem er in der Gruppenphase der Champions League nicht zum Einsatz gekommen war, wurde er beim 0:1 im Achtelfinale gegen Manchester United erneut eine Viertelstunde vor dem Ende eingewechselt. Im Sommer 2007 schloss sich Audel dem FC Valenciennes an, der kurz zuvor nur knapp den Abstieg aus der Ligue 1 hatte abwenden können. Dort erzielte er in seinem ersten Ligaspiel für Valenciennes gegen den FC Toulouse einen Hattrick, durch den Valenciennes das Spiel mit 3:1 gewann. Audel wurde schnell zu einer Stütze der Mannschaft und spielte bis 2010 77-mal für Valenciennes in der ersten Liga, wobei er in der ersten Saison neun und in den weiteren Spielzeiten jeweils sieben Ligatore erzielte.
Am 9. August 2010 wechselte Audel zum deutschen Bundesligaklub VfB Stuttgart, bei dem er einen bis Ende Juni 2014 laufenden Vertrag unterzeichnete. Sein erstes Spiel im Trikot der Schwaben bestritt er am 14. August 2010, als ihn Stuttgarts Trainer Christian Gross beim 2:1-Erstrundensieg im DFB-Pokal beim SV Babelsberg in der 59. Minute für Timo Gebhart einwechselte.
Audel wurde am 2. September 2013 bis zum Ende der Saison 2013/14 an den FC Nantes verliehen, nachdem zuvor seine Vertragslaufzeit beim VfB Stuttgart bis Ende Juni 2015 verlängert worden war. Am 24. Mai 2014 nutzte der FC Nantes eine Kaufoption; Audel erhielt einen Zweijahresvertrag.
Im August 2016 wechselte Audel nach Israel zu Beitar Jerusalem. Nach der Saison beendete er seine Karriere.

### Nationalmannschaft
Audel spielt seit 2016 für die Nationalmannschaft von Martinique. In seinem ersten Spiel am 7. Juni 2016, einem Qualifikationsspiel für die Fußball-Karibikmeisterschaft 2017 gegen Dominica, erzielte er ein Tor zum 4:0-Sieg.

## Titel und Erfolge
- Französischer Vizemeister 2005